# Sciaphila ramosa
Sciaphila ramosa är en enhjärtbladig växtart som beskrevs av Noriaki Fukuyama och T.Suzuki. Sciaphila ramosa ingår i släktet Sciaphila och familjen Triuridaceae. Inga underarter finns listade.